# Афродизия
 Тази статия е за древния град.  За древногръцкия празник вижте Афродизии.  За обекта на световното наследство вижте Афродизия (обект на световното наследство).
Афродизия (на старогръцки: Ἀφροδισιάς) е древен град в областта Кария в югозападна Мала Азия, днес в Турция.
В Класическата Античност градът е регионален център на култа към Афродита, чието име носи, и се развива около голям храм, посветен на богинята. В близост до него са разположени кариери за високо ценен мрамор. През Римската епоха е център на провинция Кария. През VII век градът е тежко засегнат от земетресение, след което не се възстановява и остава малко селище, предшественик на турското градче Гейре, присъединено през 2013 година към град Каракасу.
През 2017 година останките от града, заедно с недалечните кариери, са включени в обекта на световното наследство Афродизия.

## Известни личности
Родени в Афродизия
- Александър Афродизийски (II – III век), философ